# Anna Margaretha Schindler
Anna Margaretha Schindler, auch Anna Margareta Schindler (* 27. Oktober 1892 in Kennelbach, Vorarlberg; † 14. Juni 1929 in Wien) war eine österreichische Bildhauerin.

## Leben

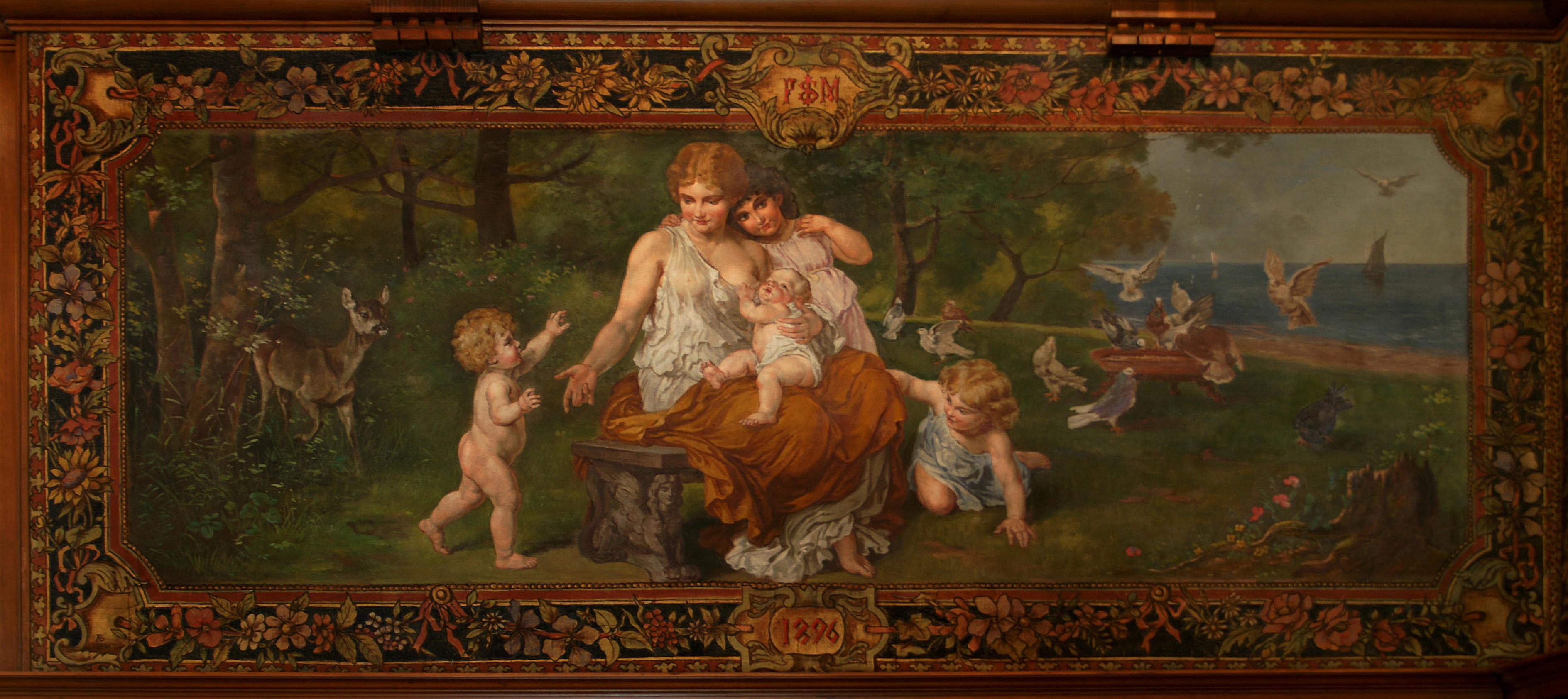
Wandbild von 1896 im Musiksaal der Villa Grünau. Im Bild Frau Maria Margaretha Verena Jenny Schindler mit ihren Kindern; vermutlich das älteste Kind zu ihrer Linken ist die vierjährige Anna Margaretha Schindler

Anna Margaretha Schindler wurde im Vorarlberg als Tochter des Industriellen und Erfinders Friedrich Wilhelm Schindler und von Maria Margaretha Verena Jenny in eine bekannte und wohlhabende Familie geboren und hatte drei Schwestern und einen Bruder. Sie war die Enkelin des Textilfabrikanten und Malers Samuel W. Schindler sowie Urenkelin des Textilfabrikanten Fridolin Schindler.
1919/20 war sie Schülerin von Franz X. Plunder in Bregenz. Sie studierte an der École des Beaux Arts in Genf sowie 1922–1929 an der Wiener Akademie der bildenden Künste bei Josef Müllner als Meisterschülerin.

## Werke
Die früh verstorbene Künstlerin hat überwiegend weibliche Körper gestaltet. Das Landesmuseum Vorarlberg in Bregenz widmete ihr 1931 eine Gedächtnis-Ausstellung, bei der 16 Werke, darunter 8 Frauendarstellungen, zu sehen waren. Ein weiteres Spezialgebiete war, neben dem Akt, das Kleinporträt in Bronze und Elfenbein. Sie war auch als Malerin tätig, ihre Mutter schenkte dem Landesmuseum Vorarlberg 1932 ein Bild ihrer Tochter.
Ihre figürliche Skulpturen, für die sie neben Stein und Bronze auch Holz, Elfenbein und Ton verwendete, zeichnen sich durch klassizistische Auffassung, kombiniert mit Einflüssen von Impressionismus und Jugendstil, aus und zeigen einen symbolhafte Überhöhung, die auf den Einfluss von Rudolf Steiners Anthroposophie sowie auf ihre Auseinandersetzung mit dem Buddhismus zurückgeführt wird. Ausstellungen ihrer Werke waren in Bregenz, Wien, Bern und Zürich zu sehen. Bei einer Ausstellung ihrer Bildhauereiklasse in der Wiener Secession 1927 wurden ihr die „schönste Anlagen zur Großplastikerin“ attestiert.

## Werke (Beispiele)

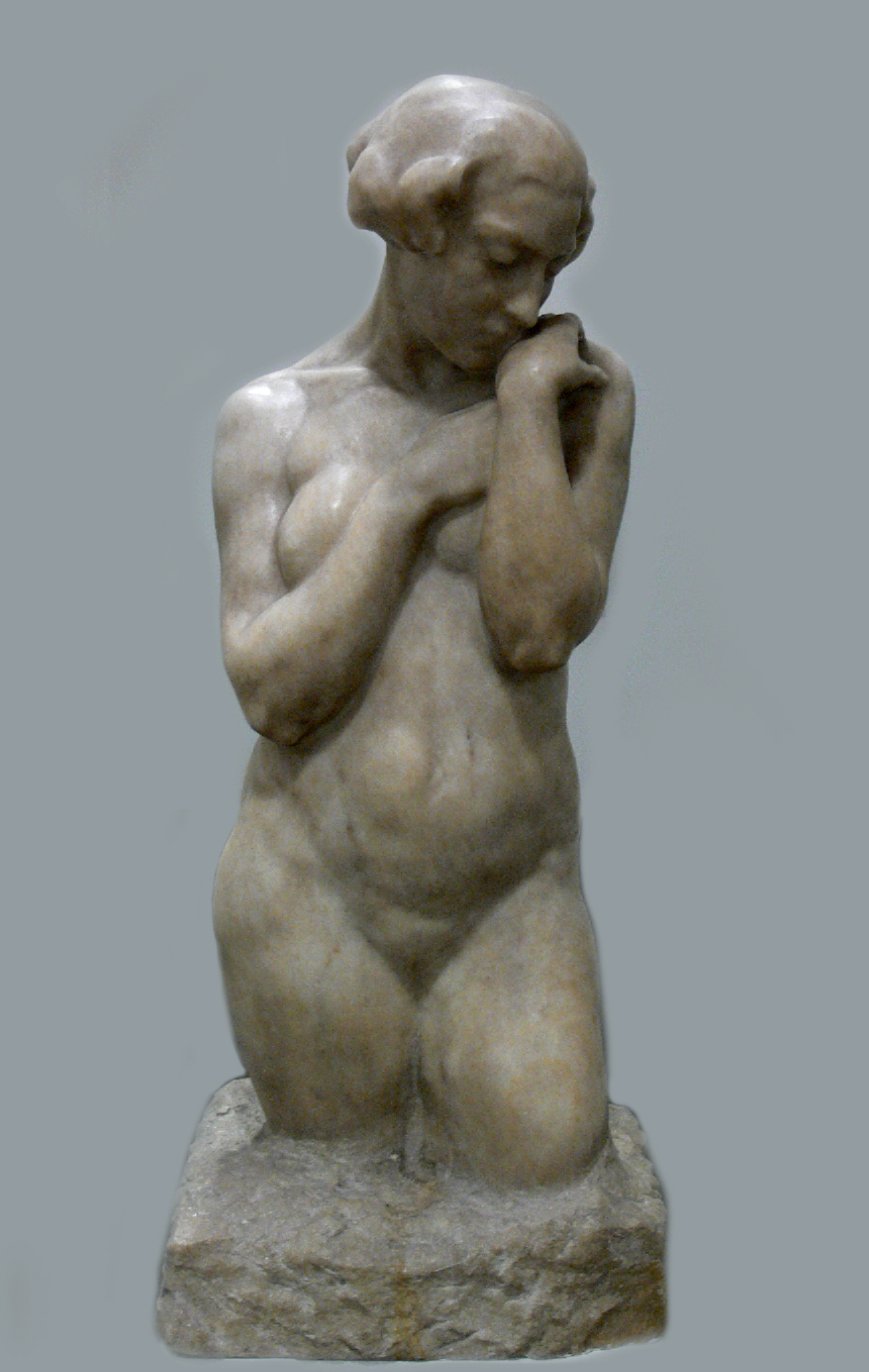
Anna Margareta Schindler: Sinnende, 1926, Marmor, Landesmuseum Vorarlberg, Bregenz

- Sinnende, 1926, Landesmuseum Vorarlberg, Bregenz[7]
- Dämmerung, 1927 in der Sezession in Wien ausgestellt
- Filius sanctus, 1928, Vorarlberger Landesmuseum, Bregenz
- Träumerei (Holz)
- Schreitende (Bronze)